# Droga krajowa B39 (Niemcy)
Droga krajowa 39 (niem. Bundesstraße 39, B 39) – niemiecka droga krajowa przebiegająca  na osi wschód, zachód od skrzyżowania z drogą B37 we Frankenstein w Nadrenii-Palatynacie do skrzyżowania z drogą B14 w Mainhardt w Badenii-Wirtembergii.
Droga krajowa 39a (niem. Bundesstraße 39a, B 39a) stanowi zachodnią obwodnicę Ellhofen i połączenie drogi B39 z autostradą A81 na węźle Weinsberg/Ellhofen. Droga ma ok. 1,5 km długości.

## Miejscowości leżące przy B39

### Nadrenia-Palatynat
Frankenstein (Pfalz), Weidenthal, Neidenfels, Frankeneck, Lambrecht (Pfalz), Neustadt, Lachen, Geinsheim, Hanhofen, Dudenhofen, Spira.

### Badenia-Wirtembergia
Altlußheim, Hockenheim, Reilingen, Walldorf, Wiesloch, Rauenberg, Mühlhausen, Angelbachtal, Eschelbach, Dühren, Sinsheim, Steinsfurt, Kirchardt, Fürfeld, Kirchhausen, Heilbronn, Weinsberg, Ellhofen, Willsbach, Löwenstein, Hirrweiler, Finsterrot, Amertsweiler, Hohenstraßen, Mainhardt.

## Historia
Pierwsza droga, której fragmenty są częścią B39 wybudowali Rzymianie budując drogę ze Spiry do Bad Wimpfen.
W średniowieczu używano tzw. Hohestaße, która prowadziła z Heidelbergu do Heilbronnu.
W latach 1780-89 wybudowano utwardzoną drogę między Steinsfurtem a Fürfeldem. W 1812 rozbudowano fragment między Altlußheimem a Wiesloch.
Od 1937 r. oznakowana jako Reichsstraße 39